# Liste orthodoxer Klöster
Die Liste orthodoxer Klöster enthält Klöster von orthodoxen Kirchen mit byzantinischen Ritus. Nicht berücksichtigt sind ehemalige Klöster sowie Klöster der orientalisch-orthodoxen Kirchen.

## Europa

### Bulgarien
- Mariä-Entschlafens-Kloster in Batschkowo
- Michaelskloster in Drjanowo
- Kloster der Heiligen Konstantin und Helena am Schwarzen Meer
- Kloster Kuklen
- Rila-Kloster, 10. Jahrhundert, UNESCO-Welterbe
- Mariä-Geburt-Kloster in Roschen im Pirin-Gebirge
- Mariä-Entschlafens-Kloster in Sokolowa
- Mariä-Entschlafens-Kloster in Trojan, seit 17. Jahrhundert,

### Deutschland
- Kloster St. Gabriel in Altenbergen in Thüringen, Synode des patristischen Kalenders in Griechenland
- Dreifaltigkeitskloster Buchhagen in Niedersachsen, Bulgarisch-Orthodoxe Kirche
- Kloster des heiligen Märtyrers Brâncoveanu in Nürnberg, Rumänisch-Orthodoxe Kirche
- Kloster des Heiligen Hiob von Potschajew in Obermenzing, München, Russische Orthodoxe Kirche im Ausland
- Kloster St. Georg in Götschendorf, Berliner Diözese der Russisch-Orthodoxen Kirche – Moskauer Patriarchat
- Heiliges Kloster Dionysios Trikkis & Stagon, bei Obernhof, Nassau, Jurisdiktion unklar
- Kloster der heiligen Großfürstin Elisabeth in Gauting OT Buchendorf, Russische Orthodoxe Kirche im Ausland
- Orthodoxe Mönchsskite St. Spyridon in Geilnau, Serbisch-Orthodoxe Kirche
- Verkündigungs-St. Justin-Kloster (Einsiedelei) in Eiterfeld, Serbisch-Orthodoxe Kirche
- Benediktinerabtei Mariae Himmelfahrt zu Eisbergen in Porta Westfalica, ehemals Russische Orthodoxe Kirche im Ausland (Westritus), aktuell unklar
- Kloster der Geburt der Jungfrau Maria in Klausen (Eifel), Erzbistum der orthodoxen Gemeinden russischer Tradition in Westeuropa des Moskauer Patriarchats
- Kloster der Herrin von Antiochien in Dollendorf, Antiochenisch-Orthodoxe Kirche

### Finnland
- Kloster Uusi Valamo
- Kloster Lintula in Heinävesi (Frauenkloster)

### Frankreich
- Kloster Mariä Schutz in Solan, Ökumenisches Patriarchat von Konstantinopel
- Kloster Mariä Himmelfahrt in Villelongue-dels-Monts, Rumänisch-Orthodoxe Kirche
- Heilig-Geist-Skite bei Le Mesnil-Saint-Denis
- Kloster im Château de Saint-Hubert, Russisch-Orthodoxe Kirche – Moskauer Patriarchat
- Kloster Mariä Himmelfahrt in La Faurie, Ökumenisches Patriarchat von Konstantinopel
- Kloster des Schutzes der Muttergottes in Bussy-en-Othe, Ökumenisches Patriarchat von Konstantinopel
- Kloster des hl. Siluan in Saint-Mars-de-Loquenay, Erzbistum der orthodoxen Gemeinden russischer Tradition in Westeuropa – Moskauer Patriarchat
- Skite Sainte-Foy in Saint-Julien-des-Points, Erzbistum der orthodoxen Gemeinden russischer Tradition in Westeuropa – Moskauer Patriarchat
- Mönchsbruderschaft des hl. Michael in Lissac, Erzbistum der orthodoxen Gemeinden russischer Tradition in Westeuropa – Moskauer Patriarchat

### Griechenland
- Berg Athos (mehrere Einzelklöster)
- Meteora-Kloster
- Kloster Preveli (Kreta)
- Kloster Toplou (Kreta)

### Italien
- Kloster „Christus Pantokrator“ in Arona, Erzbistum der orthodoxen Gemeinden russischer Tradition in Westeuropa – Moskauer Patriarchat

### Moldawien
- Kloster Călărășeuca
- Kloster Căpriana
- Kloster Hîncu
- Kloster Rudi
- Kloster Saharna
- Kloster Țipova

### Niederlande
- Kloster der Geburt der Gottesmutter in Asten (Frauenkloster), Ökumenisches Patriarchat von Konstantinopel
- Kloster des Heiligen Johannes des Vorläufers in Den Haag (Frauenkloster), Russisch-Orthodoxe Kirche – Moskauer Patriarchat
- Kloster des Heiligen Nikolaus in Hemelum (Provinz Friesland), Russisch-Orthodoxe Kirche – Moskauer Patriarchat
- Kloster des Heiligen Propheten Elias in Sint Hubert, Serbisch-Orthodoxe Kirche

### Nordmazedonien
- Kloster Kičevo
- Kloster Sv. Joakim Osogovski
- Kloster Sveti Jovan Bigorski

- Kloster Lešok

- Marko-Kloster

### Österreich
- Kloster Maria Schutz (Sankt Andrä am Zicksee)

### Polen
- Kloster Mariä Verkündigung (Supraśl)
- Kloster St. Cyrill und Methodius in Ujkowice (Gemeinde Przemyśl)
- Kloster St. Onophrios in Jabłeczna
- Skite des Heiligen Antonius und Theodosius von Kiew in Odrynki
- Frauenkloster vom Schutz der Gottesmutter in Turkowice
- Kloster St. Marta und Maria (Frauenkloster) bei Grabarka (Gemeinde Nurzec-Stacja)
- Kloster der Geburt der Heiligen Mutter Gottes (Frauenkloster) in Zwierki

### Rumänien
- Kloster Arbore
- Kloster Căldărușani
- Kloster Dragomirna
- Kloster Horezu
- Kloster Humor
- Kloster Moldovița
- Kloster Neamț
- Kloster Putna
- Kloster Râmeț
- Kloster Sâmbăta de Sus
- Kloster Sucevița
- Kloster Văratec
- Kloster Voroneț

### Russland
- Belogorski-Kloster
- Kloster Ferapontow
- Kloster Neu-Jerusalem, Istra
- Iwerski-Kloster
- Kloster zu Mariä Tempelgang von Tolga, Jaroslawl
- Kirillo-Beloserski-Kloster
- Optina-Kloster, Koselsk
- Ipatios-Kloster, Kostroma
- Danilow-Kloster, Moskau
- Johannes-der-Täufer-Kloster, Moskau
- Neujungfrauen-Kloster, Moskau
- St.-Georgs-Kloster (Nowgorod)
- Alexander-Newski-Kloster, Sankt Petersburg
- Kloster Petschenga
- Sarower Kloster
- Nilow-Kloster am Seeligersee
- Dreifaltigkeitskloster von Sergijew Possad
- Wyssozki-Kloster bei Serpuchow
- Solowezki-Kloster
- Erlöser-Euthymios-Kloster, Susdal,
- Kloster Walaam

### Schweden
- Kloster des Hl. Nikolaus in Rättvik, Ökumenisches Patriarchat von Konstantinopel
- Kloster der Heiligen Dreiheit in Bredared, Serbisch-Orthodoxe Kirche
- Kloster des Schutzes der Heiligen Jungfrau (Smedjeryds) in Våxtorp, Serbisch-Orthodoxe Kirche
- Konvent der Heiligen Philothea von Athen in Grillby, Kirche der wahren Christen Griechenlands

### Schweiz
- Kloster Beinwil

### Serbien
- Kloster Banjska (Kosovo)
- Kloster Dobrun (Bosnien und Herzegowina)
- Kloster Glogovac (Bosnien und Herzegowina)
- Kloster Hilandar (Athos)
- Skite des heiligen Spyridon in Geilnau (Rhein-Lahn-Kreis)
- Kloster Gračanica (Kosovo)
- Kloster Kalenić (Serbien)
- Kloster Ljubostinja (Serbien)
- Kloster Manasija (Serbien)
- Kloster St. Nikolai Rmanj in Martin Brod (Bosnien und Herzegowina)
- Kloster Mesić (Serbien)
- Kloster Morača (Montenegro)
- Kloster Moštanica (Bosnien und Herzegowina)
- Kloster Ostrog (Montenegro)
- Kloster Piva (Montenegro)
- Kloster Sopoćani (Serbien)
- Kloster Studenica (Serbien)
- Kloster Visoki Dečani (Kosovo)
- Kloster Vitovnica (Serbien)
- Kloster Žiča (Serbien)
- Kloster der Heiler St. Kosmas und Damian in Zočište / Zoçisht (Kosovo)

### Spanien
- Kloster der Geburt Christi in Cenicientos – Rumänisch-Orthodoxe Kirche
- Kloster in León – Rumänisch-Orthodoxe Kirche
- Kloster des Heiligen Markus in Irun – Serbisch-Orthodoxe Kirche

### Tschechische Republik
- Kloster Těšov (Gemeinde Milíkov u Mariánských Lázní)
- Kloster St. Gorazd in Hrubá Vrbka

### Ukraine

#### Ukrainisch-Orthodoxe Kirche
- Dreifaltigkeitskloster Derman
- Kiewer Höhlenkloster
- Frauenkloster Mariä Schutz und Fürbitte (Kiew)
- Verklärungs-Kloster von Mhar
- Mariä-Entschlafens-Kloster (Potschajiw)
- Kloster Swjatohirsk

#### Orthodoxe Kirche der Ukraine
- St. Michaelskloster (Kiew)

### Zypern
- Kloster Kykkos
- Panagidia-Galaktotrofousa-Kloster
- Trooditissa-Kloster

## Naher Osten

### Ägypten
- Katharinenkloster auf der Sinaihalbinsel

### Libanon
- Kloster Balamand

### Israel
- Kloster Mar Elias im Westjordanland
- Kloster Mar Saba
- Kloster am Berg der Versuchung (Westjordanland)
- Kloster St. Georg
- Konvent Christi Himmelfahrt auf dem Ölberg
- Gorny-Kloster in En Kerem
- Kloster der Heiligen Apostel in Kafarnaum